# Francesca Caccini

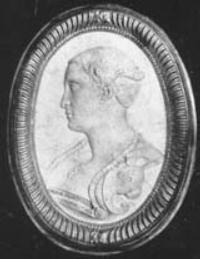
Francesca Caccini

Francesca Caccini (Florence, 18 september 1587 - na 1641) was een Italiaanse componiste, zangeres en dichteres. Ze speelde onder meer luit en was muzieklerares. Als dochter van Giulio Caccini wordt ze tot de vroege barok gerekend. Zij was waarschijnlijk de meest invloedrijke vrouwelijke componist sinds Hildegard van Bingen en zou dat tot in de negentiende eeuw blijven.

## Leven
Caccini werd geboren in Firenze. Zij kreeg een humanistische opleiding en werd in de muziek ingewijd door haar vader. Vooral als zangeres maakte ze indruk, zowel in als buiten Italië. Al op de leeftijd van dertien jaar maakte zij haar debuut als zangeres in Jacopo Peri's L'Euridice. Ze werd geprezen door Monteverdi omwille van haar vocale en instrumentale capaciteiten. Caccini toonde daarnaast ook een stevig compositorisch talent. Ze schreef vele intermedii voor het hof van de Medici en verwierf vooral succes met vijf opera's (toentertijd een pas ontstaan genre), die haar tot een van de bestbetaalde musici aan het Florentijnse hof maakten. Hiervoor werkte zij regelmatig samen met librettist Michelangelo Buonarotti de Jongere.
Caccini trouwde op elf november 1607 met een lid van de Florentijnse Camerata, Giovanni Battista Signorini. Het huwelijk bracht in 1622 een dochter genaamd Margherita voort en duurde tot Signorini's overlijden in december 1626. Op vier oktober 1627 hertrouwde Caccini met de aristocratische muziekliefhebber Tommaso Raffaeli, met wie zij naar Lucca verhuisde en van wie zij beviel van hun zoon Tommaso. Rafaelli overleed echter in 1630. Na Rafaelli's dood keerde Caccini terug naar het hof in Firenze, waar zij haar oude positie opnam.
Op acht mei 1641 verliet Caccini opnieuw het Florentijnse hof. Na dit jaar is er zeer weinig informatie over haar overgeleverd. De datum en omstandigheden van haar dood zijn onbekend.

## Oeuvre
Caccini heeft meegewerkt aan minstens zestien muziektheaterwerken. Ze schreef in totaal vijf opera's, waarvan één (La Liberazione di Ruggiero) zo goed als volledig is bewaard gebleven. Daarnaast kennen we fragmenten van La Tancia en Il Passatempo en hebben we een beschrijving van het werk La Stiava. Voor de rest kennen we enkel het boek Il primo libro delle musiche, met stukken voor één of twee stemmen met basso continuo: madrigalen, canzonettes, toonzettingen van sonnetten, variaties, en wat gewijde muziek. Dit boek is vermoedelijk geschreven in functie van haar positie als leerkracht. Het bevat 19 religieuze solostukken, 13 profane sololiederen en 4 duetten voor sopraan en bas. De meeste van deze werken zijn vermoedelijk gemodelleerd naar haar eigen virtuoze stem.
La liberazione di Ruggiero dal'isola d'Alcina (1625) is de enige opera die vandaag is overgeleverd, de eerste ook door een vrouw geschreven en - voor zover bekend - de eerste Italiaanse opera die buiten Italië werd opgevoerd. Deze uitvoering vond plaats in Warschau, vermits het werk aan de Poolse prins Ladislaus Sigismondo was opgedragen (later Wladislaw IV). Deze compositie is een propagandawerk ten voordele van het toenmalige regentschap van Christine van Lotharingen en Maria Magdalena van Oostenrijk. Er bestaat discussie over het gebruik van de term "opera" in deze context, gezien Caccini het zelf als een ballet benoemde.